# Lagonosticta sanguinodorsalis
La amaranta roquera (Lagonosticta sanguinodorsalis) es una especie de ave paseriforme de la familia Estrildidae endémica del norte de Nigeria. 

## Descripción
La amaranta roquera es un pájaro rechoncho, con plumaje principalmente castaño rojizo y pico cónico de color gris azulado. Los machos tienen los laterales de la cabeza, la espalda y el pecho rojos, mientras que en las hembras y juveniles son castaño rojizos.

## Distribución y hábitat
Se encuentra únicamente en los extremos septentrional y oriental de la meseta de Jos, localizado en las zonas de matorral, afloramientos rocosos y cerros aislados, en un área de distribución total de unos 29.000 km². A pesar de su reducida distribución su población es estable y se clasifica como especie bajo preocupación menor.
Se alimenta de semillas de gramíneas.